# Honschaft Unterdüssel

Lage der Honschaft Unterdüssel im 19. Jhd.

Die Honschaft Unterdüssel war bis zum 19. Jahrhundert eine der untersten Verwaltungseinheiten im ländlichen Außenbezirk der bergischen Bürgermeisterei Wülfrath im Kreis Elberfeld des Regierungsbezirks Düsseldorf innerhalb der preußischen Rheinprovinz.
Zuvor gehörte die Honschaft um 1363 zum Amt Solingen zusammen mit dem Dorf Düssel und der Honschaft Oberdüssel unterhalb der Herrschaft Schöller im Herzogtum Berg. Im Zuge einer Verwaltungsreform innerhalb des Großherzogtums Berg wurde 1808 die Bürgermeisterei Wülfrath gebildet, wovon Oberdüssel ein Teil wurde. Die Honschaft Unterdüssel kam 1809 mit dem Dorf Düssel zur Bürgermeisterei Wülfrath, als die Honschaft Obschwarzbach und Honschaft Niederschwarzbach an die Bürgermeisterei Mettmann angegliedert wurden.
Laut der Statistik und Topographie des Regierungsbezirks Düsseldorf von 1832 gehörten zu der Honschaft die Ortschaften und Wohnplätze Am Wiedenerhäuschen, Auf der Landskron, Düssel, In den obersten Dörnen, In der Görtzheid, In der Heistermannsfurth, Zu Großhammerstein, Zu Großötelshofen und Zu Voisberg Kernort der Honschaft war das Kirchdorf Düssel.
Das Gebiet der Honschaft Unterdüssel erstreckte sich über den Süden der Bürgermeisterei Wülfrath, die seit 1846 eine Gemeinde gemäß der Gemeinde-Ordnung für die Rheinprovinz vom 23. Juli 1845 und seit 1856 eine Stadt gemäß der Rheinischen Städteordnung bildete.
Der Name der Honschaft ging auf die heutige Gemarkung Unterdüssel über. Durch das Düsseldorf-Gesetz wurden 1975 mehrere Flurstücke der Gemarkung Unterdüssel aus der Stadt Wülfrath in die kreisfreie Stadt Wuppertal umgemeindet.